# 1851年7月28日日食
1851年7月28日日食为一次在协调世界时1851年7月28日出現的日全食。該次日食食分為1.0577，食甚維持3分41秒。新月當天（即朔日），地球上觀測到月球和太阳的角距離極小，此時月球如果恰好在月球交點附近，穿過太阳和地球之間，與地球、太阳接近一直線，則會出現日食。月球本影接觸地表而使該區域完全得不到陽光，就會形成日全食，同時在本影兩側數千公里的半影範圍內遮擋部分陽光，形成日偏食。

## 概述
這次日食的食分是1.0577，全食維持3分41秒，屬於日食沙羅序列143。

## 基本參數
- 類型：日全食
- 食甚資料：
  - 日期：1851年7月28日
  - 時間：14時33分42秒
  - 地點：68N 20W
  - 食分：1.0577
  - 日全食持續時間：3分41秒[1]

## 觀測
該次日全食是人類史上首個被攝影紀錄的日食。在這場日食的發生期間，人們第一次成功拍攝了日冕。該次攝影在普魯士柯尼斯堡皇家天文台進行，並由當時公認該地最佳的银版摄影師約翰·朱利葉斯·弗里德里希·伯克斯基（Johann Julius Friedrich Berkowski）拍攝。他使用直徑為6公分的折射式望遠鏡附加在15.8公分夫朗和斐太陽儀上，並在全食發生後的瞬間開始曝光84秒。
英国天文學家羅伯特·格蘭特和威廉·斯萬，以及奥地利天文學家卡爾·路德維希·馮·利特洛也同時觀測了這場日食，並發現日珥是太陽的一部分，因為當月球遮蔽太陽時，日珥也同時被遮蔽。此外，英国皇家天文學家喬治·比德爾·艾里在該次日食首次對太陽的色球層做出描述，並誤將小型日珥認作太陽上的山峰。

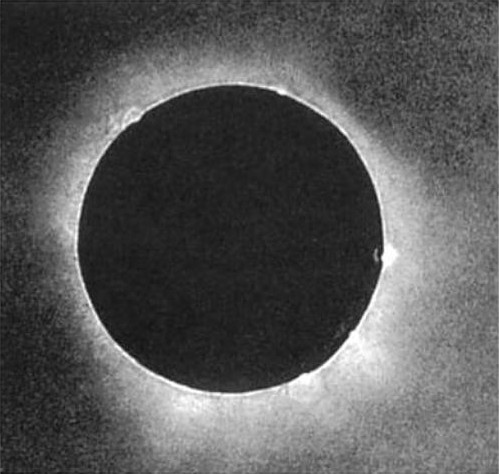
該次日全食的照片，為人類史上首張日食照片。
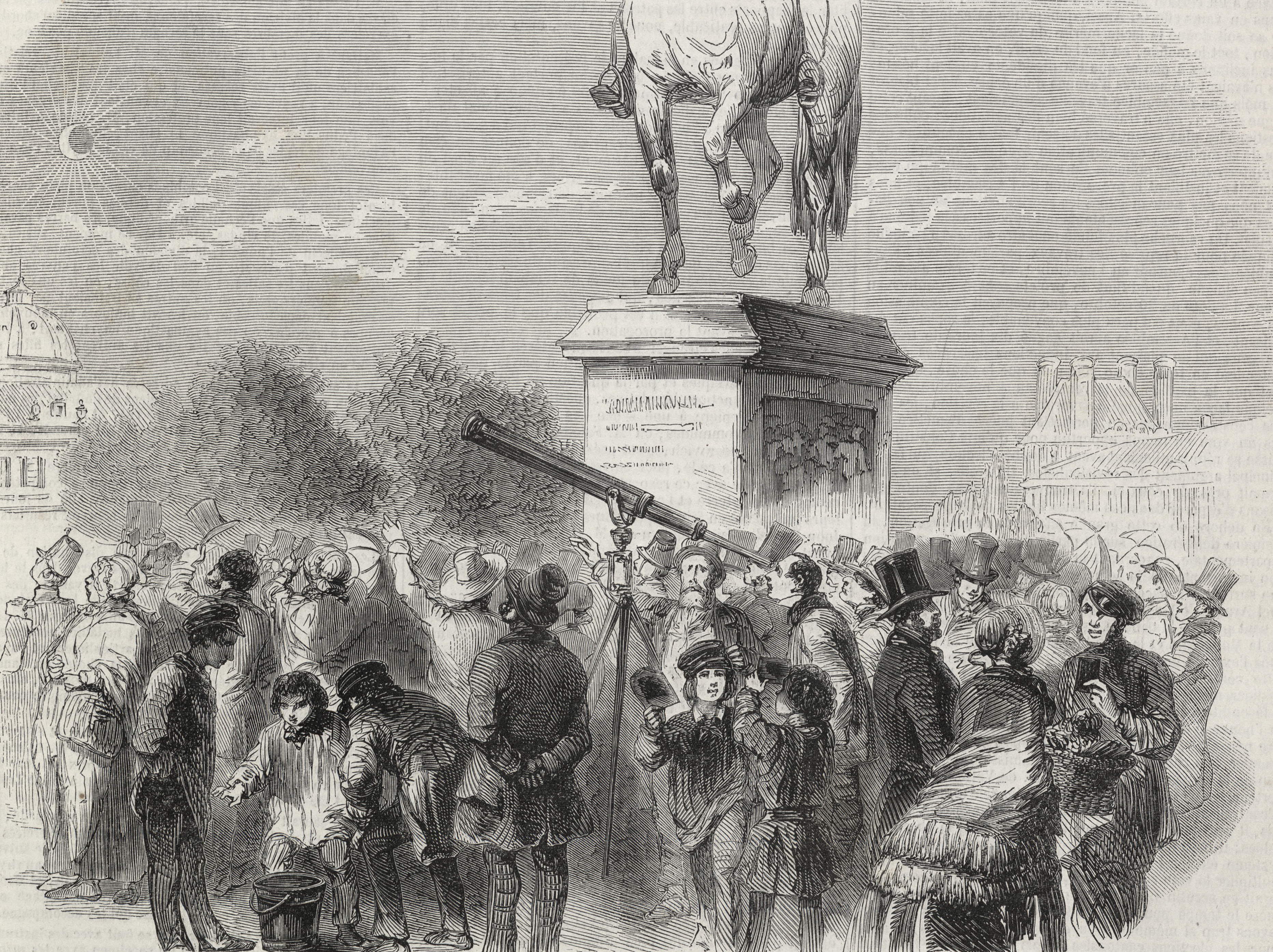
巴黎民眾在亨利四世雕像前聚集觀看該次日全食。
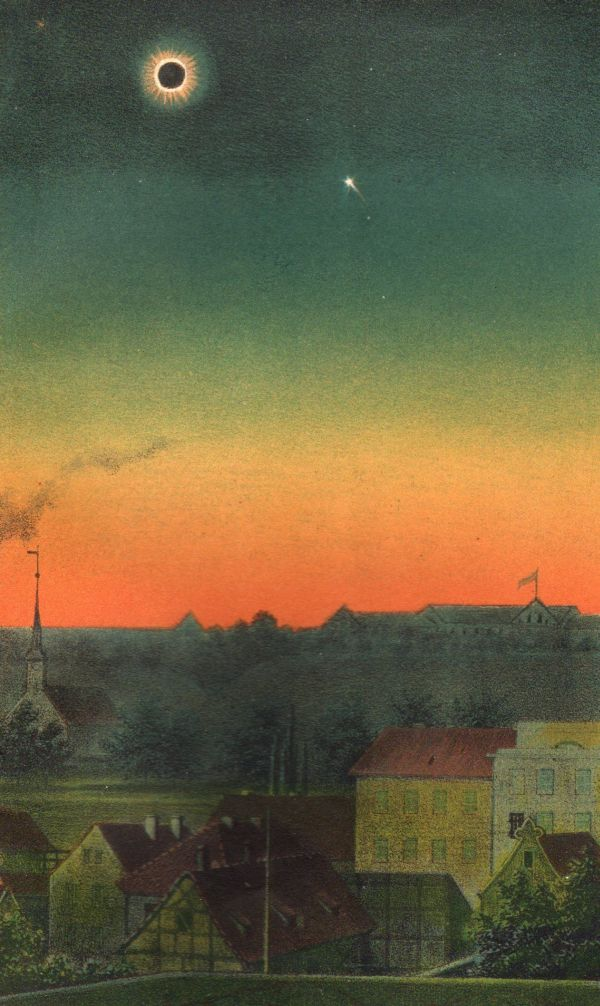
該次日全食在波蘭格但斯克的景象，由奧地利天文學家卡爾·馮·利特洛（英语：Karl L. Littrow）繪製。

## 相關日食
沙羅週期長度為18年11天。本次日食屬於沙羅週期143，共包含72次日食，依次為1617年3月7日至1779年6月14日的10次日偏食、1797年6月24日至1995年10月24日的12次日全食、2013年11月3日至2067年12月6日的4次全環食（亦稱混合食）、2085年12月16日至2536年9月16日的26次日環食、2554年9月28日至2873年4月23日的20次日偏食，總共歷時1280.14年。其中最長的全食發生於1887年8月19日，共持續了3分50秒。
下表列舉了1901年至2100年間發生的屬於該周期的日食，是第17至28次：
| 17            | 18             | 19             |
| ------------- | -------------- | -------------- |
| 1905年8月30日 | 1923年9月10日  | 1941年9月21日  |
| 20            | 21             | 22             |
| 1959年10月2日 | 1977年10月12日 | 1995年10月24日 |
| 23            | 24             | 25             |
| 2013年11月3日 | 2031年11月14日 | 2049年11月25日 |
| 26            | 27             |                |
| 2067年12月6日 | 2085年12月16日 |                |

## 外部連結
- NASA日食專頁（页面存档备份，存于）（英文）
- 天文攝影歷史時序（页面存档备份，存于）（英文）
- 俄羅斯有關該次日食的資訊（俄文）

| \| \| 日食 \|                            |                              |                                           |
| 上一次日食： 1851年2月1日日食 （日環食） | 1851年7月28日日食 （日全食） | 下一次日食： 1852年1月21日日食 （日偏食） |
| 上一次日全食： 1850年8月7日日食          | 1851年7月28日日食 （日全食） | 下一次日全食： 1852年12月11日日食         |
|                                          | 日食                         |                                           |